# José María Lavalle
José María Lavalle (21 aprile 1902 – 7 luglio 1984) è stato un calciatore peruviano.

## Carriera

### Club
In carriera, Lavalle giocò per l'Alianza Lima, club con cui vinse 5 campionati peruviani nel 1927, 1928, 1931, 1932 e 1933.

### Nazionale
Per il Perù disputò 10 incontri tra il 1927 e il 1937, mettendo a segno una rete.
Tra l'altro prese parte al Mondiale 1930 giocando contro la Romania e l'Uruguay.

## Palmarès

### Competizioni nazionali
- Campionato peruviano: 5

1927, 1928, 1931, 1932, 1933